# Luis José Mitxelena Berasarte
Luis José Mitxelena Berasarte, alias Orlegi, fue miembro de Euskadi Ta Askatasuna (ETA) y responsable del "Aparato de mugas" de la organización terrorista entre 1998 y 2001.

## Detención
El 23 de marzo de 2001 fue detenido en la localidad francesa de Hendaya a las 6:30 horas en una vivienda de la calle Jaizkibel. Los efectivos de la Policía Judicial francesa penetraron en la vivienda y procedieron al arresto del presunto dirigente etarra y de su compañera. Los agentes se incautaron de una pistola y de la documentación falsa que portaba.
La juez antiterrorista Laurence Le Vert ordenó el 27 de marzo de 2001 su ingreso en prisión por los presuntos delitos de asociación de malhechores con fines terroristas, infracción de la legislación sobre las armas y tenencia de documentación falsa.
En el "Aparato de mugas" colaboraron entre otros José Cruz Sarasola Michelena; Imanol Larrañaga Alberdi, concejal de Cultura de EH de Vera de Bidasoa; Vicente Goya Echeveste, jefe de Deportes del Consistorio; José Ángel Alzuguren Perurena, antiguo concejal de HB; Esteban Alzuguren Perurena, hermano del anterior, todos ellos en Vera de Bidasoa. En Oyarzun fue arrestado Joxe Elicegi Mitxelena.